# Eureka (Wisconsin)
Eureka – miasto w Stanach Zjednoczonych, w stanie Wisconsin, w hrabstwie Polk.